# 10334 Ґіббон
10334 Ґіббон (10334 Gibbon) — астероїд головного поясу, відкритий 3 серпня 1991 року.
Тіссеранів параметр щодо Юпітера — 3,291.